# Michael-Bausback-Park

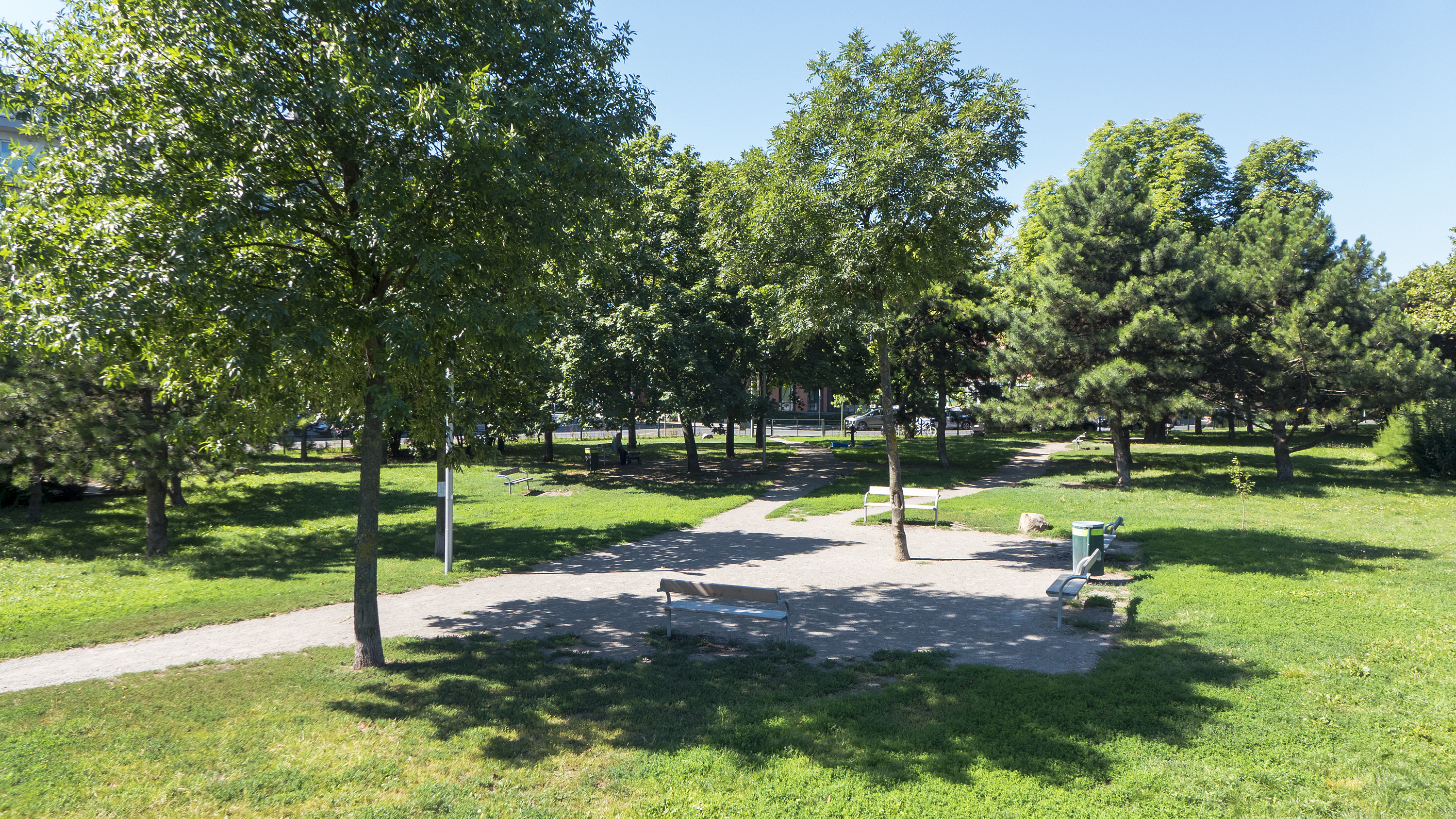
Michael-Bausback-Park (2016)

Der Michael-Bausback-Park ist ein Wiener Park im 23. Bezirk, Liesing.

## Beschreibung

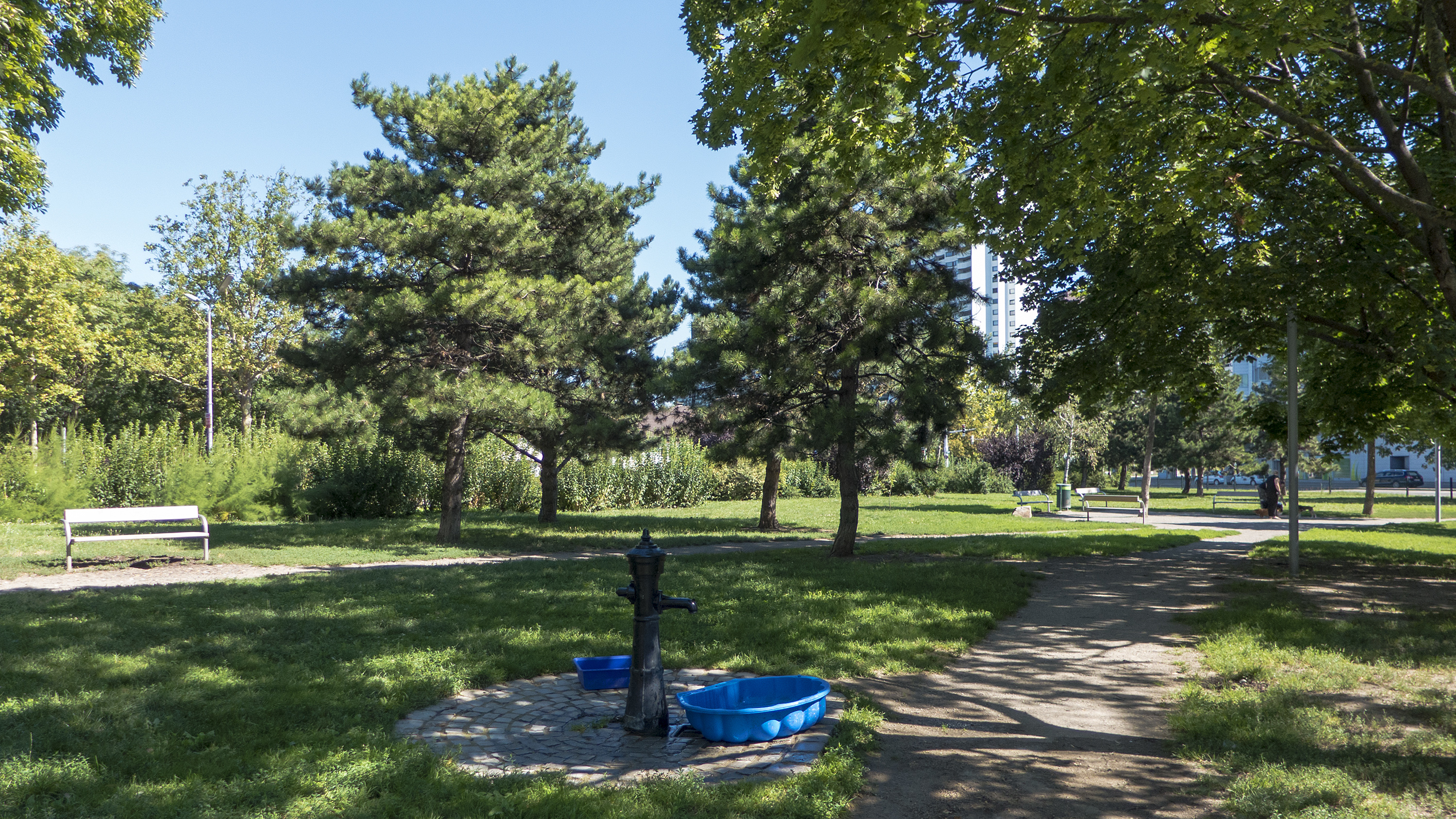
Michael-Baubsack-Park (2016)

Der Michael-Bausback-Park ist ein ca. 4.500 m² großer Park in Erlaa. Er liegt inmitten des Erlaaer Platzes und ist vollständig umzäunt. Er ist als Ganzes als Hundezone gewidmet und verfügt neben Wiesenflächen und Baumbestand über einen Trinkbrunnen und Sitzmöglichkeiten.

## Geschichte
Der Michael-Bausback-Park wurde am 21. September 1995 im Gemeinderatsausschuss für Kultur der Stadt Wien nach dem Atzgersdorfer Ortsrichter Michael Bausback (1756–1831) benannt.